# Дамян Георгиев
Дамян Георгиев е български предприемач от Македония.

## Биография
Дамян Георгиев е роден в костурското село Куманичево, тогава в Османската империя. Остава без начално образование, но бързо забогатява от дребна търговия и занаятчийство. Премества се в Добрич, където основава фабрика за рафинирани растителни масла. Участва във войните за национално обединение на българите 1912 - 1918 година и е награждаван с медали. По време на румънското управление на Южна Добруджа до 1940 година участва активно в културно-политическия живот на българите в Добрич. През 1941 година, след капитулацията на Гърция по време на Втората световна война, Дамян Георгиев изпраща хуманитарни материали и храна в родното си село Куманичево, което страда от остър глад. Умира на 11 юни 1943 година в Добрич.